# 今野圓輔
今野 圓輔（こんの えんすけ、本名は圓助、1914年8月10日 - 1982年7月31日）は、日本の民俗学者、毎日新聞社員。

## 来歴
福島県出身。1941年慶應義塾大学文学部国文学科卒業。佐藤信彦、折口信夫から民俗学の薫陶を受けるとともに、柳田國男に師事。毎日新聞社に勤務しつつ、日本民俗学会評議員などを歴任。1947年民俗学研究所設立の際に牧田茂、直江広治らと共に実務面で尽力した。

## 著書
- 馬娘婚姻譚―オシラ様信仰の周辺　岩崎美術社（民俗民芸双書）1956年、新版1995年ほか
- 怪談―民俗学の立場から　社会思想社（現代教養文庫 175）1957年。中公文庫 2005年
- 現代の迷信 同（現代教養文庫 355）1961年。「日本迷信集」河出文庫 2021年
- 日本怪談集 幽霊篇 同（現代教養文庫 666）1969年。中公文庫 上下 2004年
- 日本怪談集 妖怪篇 同（現代教養文庫 1055）1981年。中公文庫 上下 2004年
- 幽霊のはなし　ポプラ社（ポプラ・ブックス 25）1972年。児童出版
- 柳田國男随行記　秋山書店（秋山叢書）1983年。新版 河出書房新社、2022年

- 日本の職人　現代教養文庫、1960年。多摩芸術学園写真科編、塚崎進と共編解説。